# Desnogorsk
Desnogorsk (del ruso: Десного́рск) es una ciudad ubicada al sur de la óblast de Smolensk, Rusia, a orillas del curso alto del río Desná, cerca de la frontera con las óblast de Briansk y de Kaluga. Su población era de unos 29 677 habitantes en 2010.
Dentro de la óblast, la ciudad se ubica geográficamente dentro del raión de Róslavl. Sin embargo, desde 1989 no forma parte administrativamente del raión, sino que, al igual que la capital regional Smolensk, Desnogorsk forma una unidad administrativa subordinada directamente a la óblast. Tampoco depende del raión municipal a efectos de autogobierno local. El territorio de Desnogorsk incluye únicamente la propia ciudad y la aldea de Sosnovka.

## Historia
La ciudad de Desnogorsk fue fundada en 1974 a raíz de la construcción de la central nuclear de Smolensk. Tiene estatus de ciudad desde 1989. Su nombre se debe al río que atraviesa la localidad.

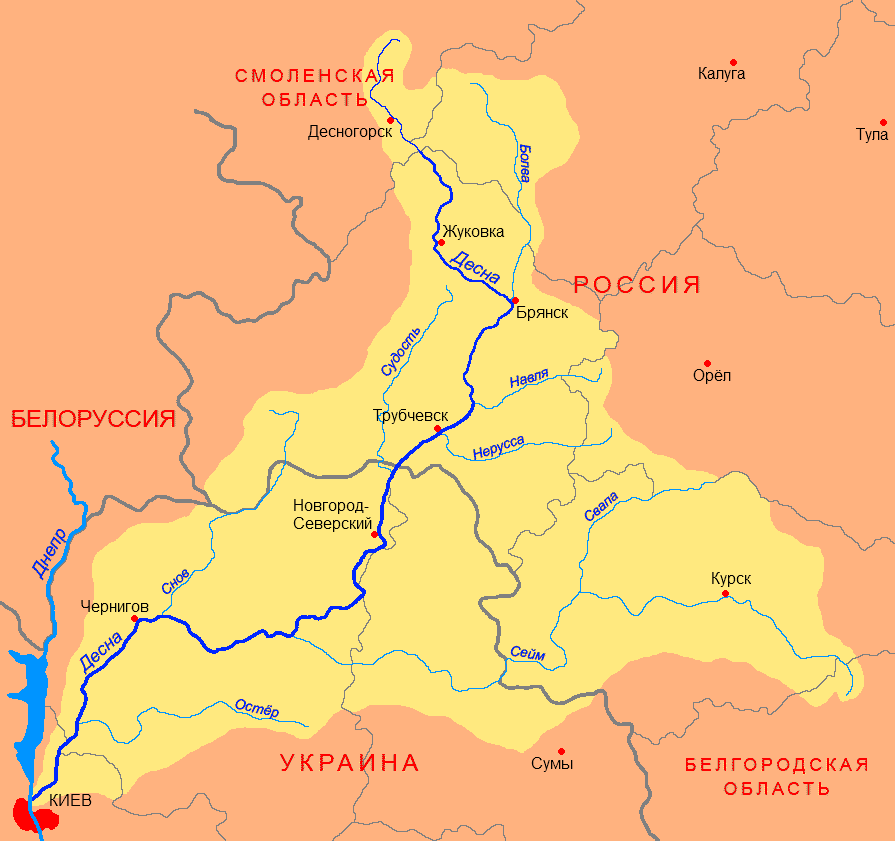
Mapa en ruso del río Desná.
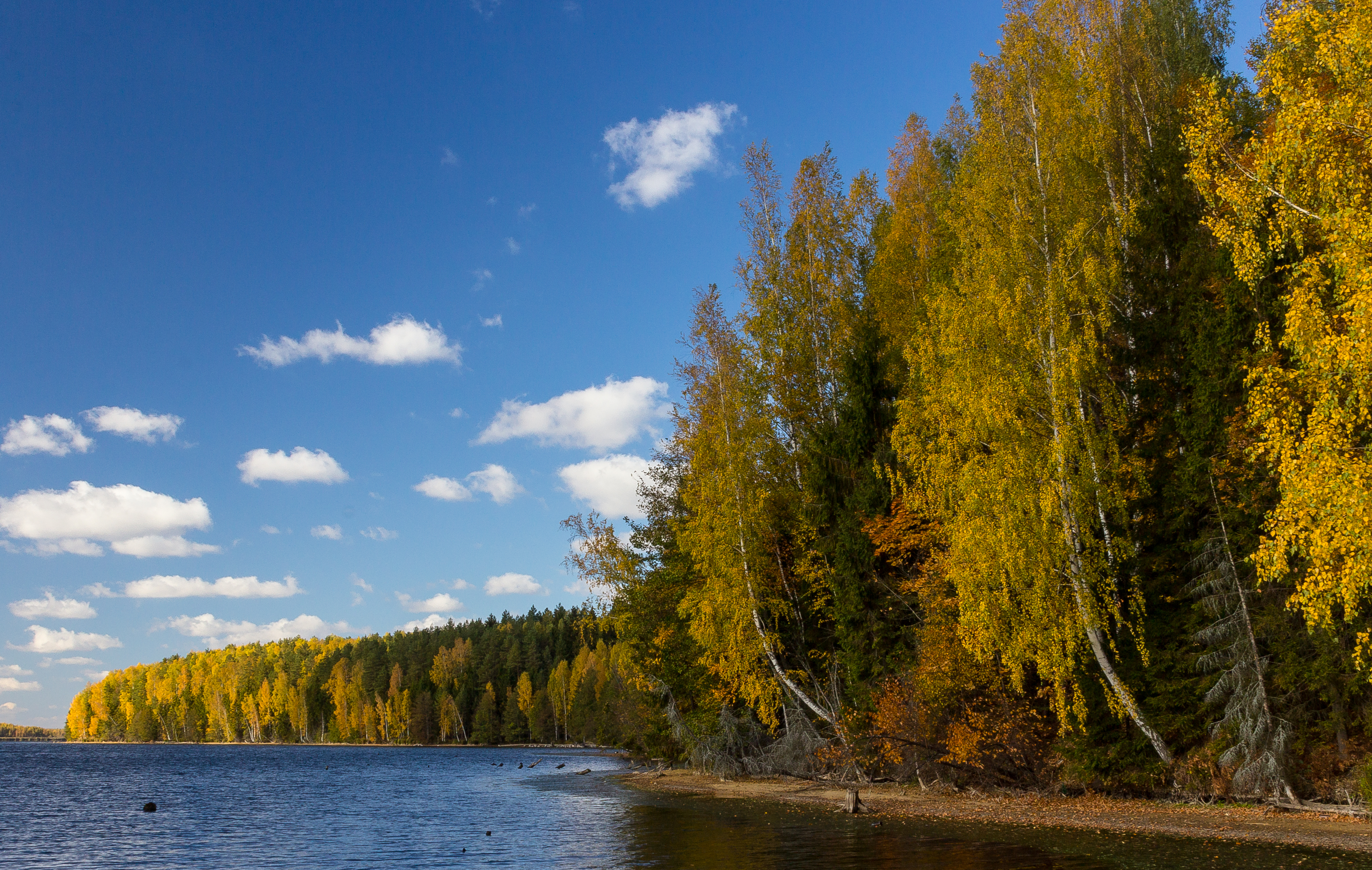
Embalse de Desnogorsk.
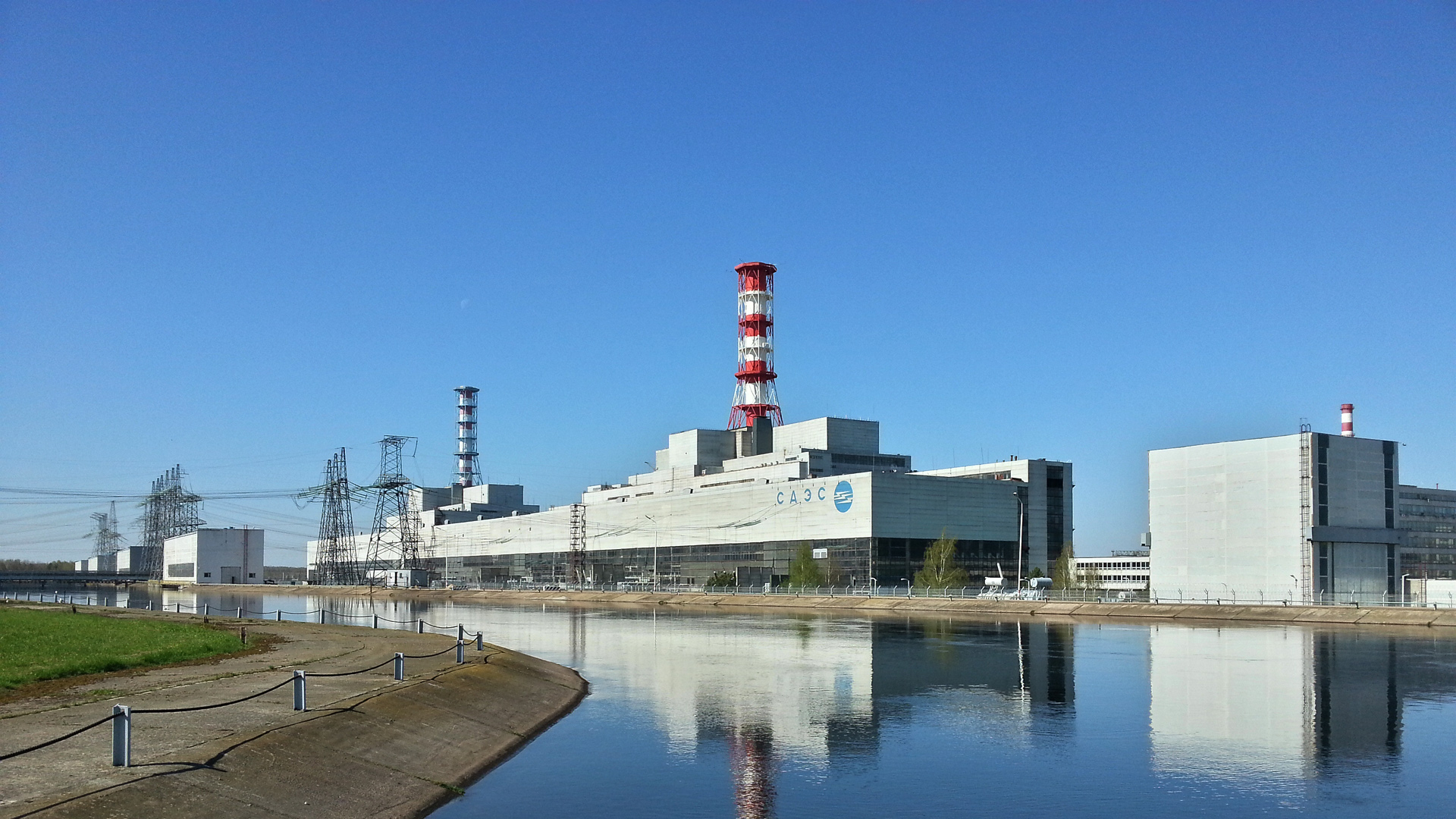
Central Nuclear de Smolensk.

## Demografía
| 1979 | 1989   | 2002   | 2008   | 2010   |
| ---- | ------ | ------ | ------ | ------ |
| 9830 | 32 302 | 32 070 | 31 400 | 29 677 |

## Clima
| Parámetros climáticos promedio de Desnogorsk                                                  | Parámetros climáticos promedio de Desnogorsk | Parámetros climáticos promedio de Desnogorsk | Parámetros climáticos promedio de Desnogorsk | Parámetros climáticos promedio de Desnogorsk | Parámetros climáticos promedio de Desnogorsk | Parámetros climáticos promedio de Desnogorsk | Parámetros climáticos promedio de Desnogorsk | Parámetros climáticos promedio de Desnogorsk | Parámetros climáticos promedio de Desnogorsk | Parámetros climáticos promedio de Desnogorsk | Parámetros climáticos promedio de Desnogorsk | Parámetros climáticos promedio de Desnogorsk | Parámetros climáticos promedio de Desnogorsk |
| Mes                                                                                           | Ene.                                         | Feb.                                         | Mar.                                         | Abr.                                         | May.                                         | Jun.                                         | Jul.                                         | Ago.                                         | Sep.                                         | Oct.                                         | Nov.                                         | Dic.                                         | Anual                                        |
| --------------------------------------------------------------------------------------------- | -------------------------------------------- | -------------------------------------------- | -------------------------------------------- | -------------------------------------------- | -------------------------------------------- | -------------------------------------------- | -------------------------------------------- | -------------------------------------------- | -------------------------------------------- | -------------------------------------------- | -------------------------------------------- | -------------------------------------------- | -------------------------------------------- |
| Temp. máx. media (°C)                                                                         | -4.6                                         | -3.7                                         | 1.8                                          | 11                                           | 17.7                                         | 20.7                                         | 23.2                                         | 21.9                                         | 16                                           | 8.8                                          | 2.3                                          | -1.8                                         | 9.4                                          |
| Temp. media (°C)                                                                              | -6.6                                         | -6.1                                         | -1.4                                         | 6.5                                          | 13.4                                         | 16.9                                         | 19.4                                         | 18                                           | 12.5                                         | 6.2                                          | 0.6                                          | -3.6                                         | 6.3                                          |
| Temp. mín. media (°C)                                                                         | -8.9                                         | -8.8                                         | -4.9                                         | 1.5                                          | 8.3                                          | 12.1                                         | 15                                           | 13.7                                         | 8.9                                          | 3.4                                          | -1.3                                         | -5.6                                         | 2.8                                          |
| Precipitación total (mm)                                                                      | 52                                           | 45                                           | 46                                           | 48                                           | 72                                           | 83                                           | 94                                           | 79                                           | 63                                           | 69                                           | 54                                           | 51                                           | 756                                          |
| Fuente: https://en.climate-data.org/asia/russian-federation/smolensk-oblast/desnogorsk-46612/ |                                              |                                              |                                              |                                              |                                              |                                              |                                              |                                              |                                              |                                              |                                              |                                              |                                              |